# Liste der Monuments historiques in Champagnac (Charente-Maritime)
Die Liste der Monuments historiques in Champagnac (Charente-Maritime) führt die Monuments historiques in der französischen Gemeinde Champagnac auf.

## Liste der Bauwerke
| Bezeichnung               | Beschreibung                                      | Standort | Kennzeichnung | Schutzstatus | Datum | Bild |
| ------------------------- | ------------------------------------------------- | -------- | ------------- | ------------ | ----- | ---- |
| Kirche St-Pierre-ès-Liens | Erbaut in der zweiten Hälfte des 12. Jahrhunderts | (Lage)   | PA00104639    | Classé       | 1923  |      |

## Liste der Objekte
Zum Verständnis siehe: Kirchenausstattung
| Bezeichnung                | Beschreibung                 | Standort                                | Kennzeichnung | Schutzstatus | Datum | Bild |
| -------------------------- | ---------------------------- | --------------------------------------- | ------------- | ------------ | ----- | ---- |
| Skulptur Christus am Kreuz | Holz, 18. Jahrhundert        | in der Kirche St-Pierre-ès-Liens (Lage) | PM17001846    | Inscrit      | 1999  |      |
| Monstranz                  | Silber, Ende 17. Jahrhundert | in der Kirche St-Pierre-ès-Liens (Lage) | PM17000585    | Inscrit      | 1991  |      |